# Русифікація Білорусі

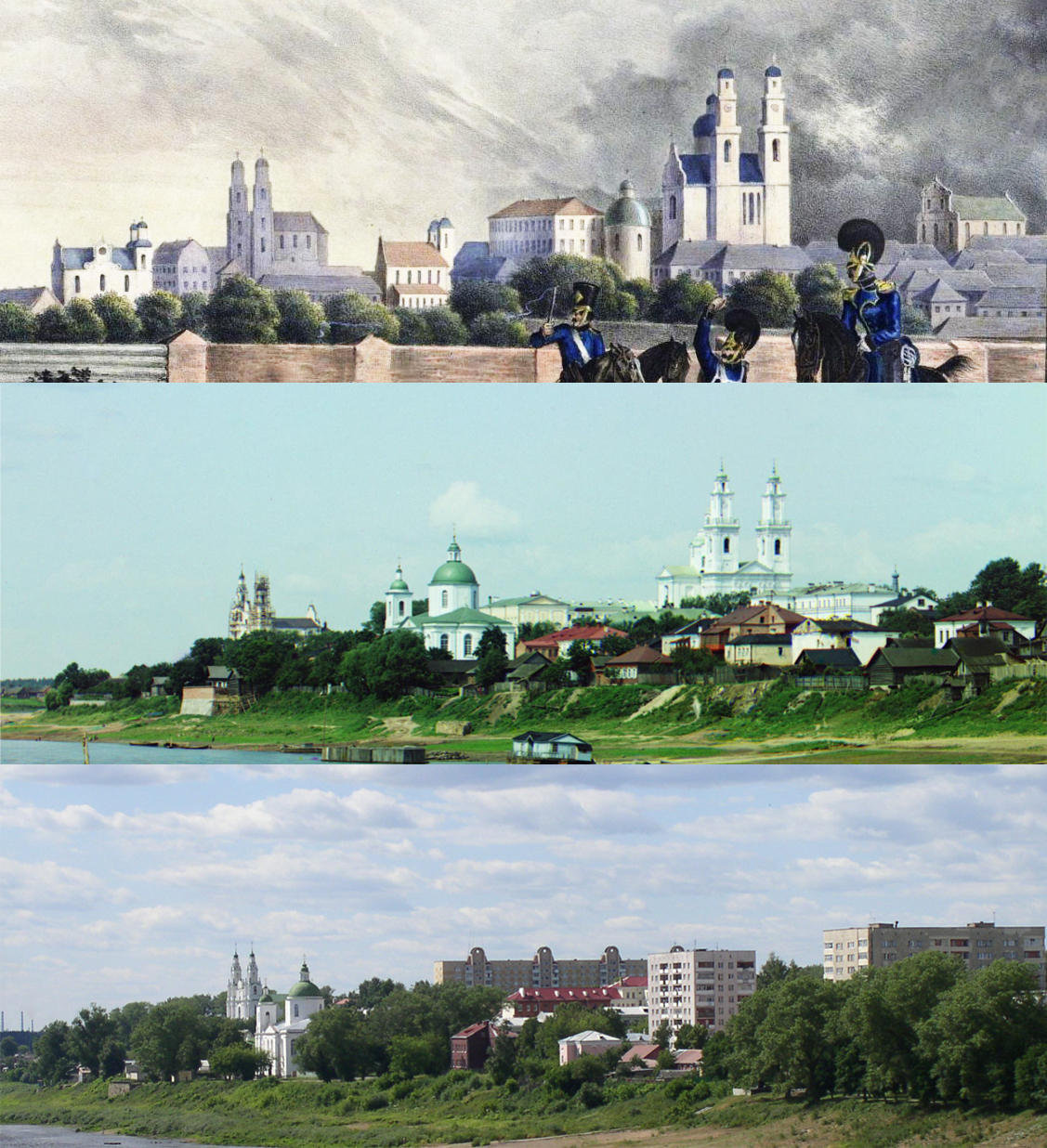
Полоцьк у 1812, 1912 і 2006 рр. Знищення історико-архітектурних цінностей міста спільними зусиллями Російської імперії і СРСР: до 1865 року російська влада знищила костел францисканців, до 1912 року — монастир василіян; в 1940-і рр. радянська влада знищила костел і монастир домініканців і частково зруйнували костел бернардинів, у 1964 р — підірвали костел єзуїтів.

Русифікація Білорусі, зросійщення Білорусі, докладніше москалізація або росіїзація (біл. Расеізацыя Беларусі, Rasieizacyja Biełarusi) — політика навмисного відриву білоруського народу від історичних традицій, культури і мови та насадження російської мови з її культурою. 90 % білоруських дітей у дитсадках та яслах виховують російською мовою, 86 % білоруських школярів навчають російською мовою, 99,9 % білоруських студентів у вишах навчають російською мовою.

## Передумови
Прагнення правителів Московської держави протистояти об'єднанню східнослов'янських земель навколо Великого Князівства Литовського стало причиною численних військових конфліктів. При цьому Москва намагалася ідеологічно обґрунтувати свою військову експансію. Керівники Московської митрополії, яка фактично утворилася під владою Золотої Орди в результаті переїзду митрополита із захопленого і пограбованого Києва до Володимира на Клязьмі (ближче до ординської столиці Сараю), титулувалися «Митрополитами Київськими і всієї Русі» (хоча самовільне перенесення єпископської катедри забороняється правилом 82 Картагенського собору) і на підставі цього прагнули підпорядкувати собі Литовську (Київську) митрополію, створену на вільних від ординського панування землях. Внаслідок суперечностей з Константинополем, який визнав незалежну від Орди Литовську митрополію, 1448 року Московська митрополія в односторонньому порядку вийшла з-під юрисдикції Константинопольського патріархату (в документі Московського собору 1459 року колишня митрополія вперше називається «Церквою Московською»), за що православні церкви перестали вважати її канонічною і визначили як схизму . У відповідь на це в кінці XV ст. в Москві з'явилася концепція «Третього Риму», згідно з якою вона проголошувалася єдиною істинною спадкоємицею Риму і Константинополя («Другого Риму») і захисником чистоти православ'я. До релігійного чинника Москва також намагалася приєднати династичний: на підставі приналежності до династії Рюриковичів московські правителі оголошували себе спадкоємцями київських князів.

## У Російській імперії
28 травня 1772 року після першого поділу Речі Посполитої російська імператриця Катерина II підписала Указ, згідно з яким усі губернатори «колишніх польських» (тобто — білоруських) губерній зобов'язувалися укладати свої вироки, ухвали і накази тільки російською мовою. Жителям дозволялося користуватися своєю мовою і своїми законами, тільки якщо це не стосувалося сфери влади. 8 травня 1773 року Катерина II підписала черговий Наказ «Про заснування в Білоруських губерніях губернських і провінційних земських судів», де було ще раз зазначено про обов'язкове використання в діловодстві виключно російської мови.
Катерина II прагнула до об'єднання приєднаних земель з іншими частинами Російської імперії, але робила це обережно і поступово. З придушення повстання 1794 року ця політика проводилася більш завзято і наполегливо із застосуванням каральних заходів. Росія офіційно заперечила білоруську націю і білоруську мову; чиновники білоруського походження звільнялися з державних установ і замінювалися російськими.
Павло I і Олександр I не приймали значних заходів проти поширення польської культури і мови, тому польський вплив на білоруських землях за його винищення в часи Катерини II досить швидко відновився, і до кінця першої чверті XIX в. польський вплив перевищував російський.
По приходу до влади в грудні 1825 року Миколи I наступ на білоруську і польську культуру відновився і особливо посилився з придушенням визвольного повстання 1830—1831 років. Політика Миколи I була спрямована на посилення русифікації та уніфікації земель Білорусі. 16 вересня 1831 року утворився особливий «Західний комітет», завданням якого було «зрівняти Західний край у всьому із внутрішніми великоросійськими губерніями». Міністр внутрішніх справ Російської імперії Петро Валуєв підготував для згаданого Комітету спеціальний «Нарис про засоби зросійщення Західного краю» (рос. Очерк о средствах обрусения Западного края).
25 червня 1840 році Микола I видав Указ, згідно з яким всі справи як в урядовій, так і в судовій частині, а також взагалі всі акти, якого б роду і найменування вони не були, треба було писати тільки російською мовою. В офіційній документації заборонялося користуватися словами «Білорусь» і «білоруси». Білорусь отримала назву «Північно-Західний край», одночасно скасовувалася дія Статуту Великого Князівства Литовського.
| Church of Peter and Paul in Miensk.jpg |  | Church of Peter and Paul in Miensk (after Moscow rebuilding).jpg |
| Русифікація через архітектуру: православна Церква Святих Апостолів Петра і Павла в Мінську (ліворуч) і після перебудови (праворуч) владою Російської імперії |  |                                                                  |

Крім того, Микола I затвердив Постанову про переселення в Білорусь «рос. выходцев из внутренних губерний, которые принесут с собой в сей край, чуждающийся России, наш язык, обычай, приверженность русских к престолу».
За Олександром II спостерігалися певні послаблення в русифікаційних процесах, але політика уніфікації та інтеграції західних губерній з іншими територіями Російської імперії все ще тривала.
З придушенням національно-визвольного повстання 1863—1864 років процес русифікації очолив генерал-губернатор Михаїл Муравйов, названий сучасниками шибеником і людожером. Особливу увагу начальник «Північно-західного краю» приділяв зросійщенню освіти, широко відомим є його девіз:
|  | Що не доробив російський багнет — доробить російська школа і церква. Оригінальний текст (рос.) Что не доделал русский штык — доделает русская школа и церковь. |

Муравйов запросив до Вільнюса представника консервативного напрямку в «західно-росизмі» (рос. западно-руссизм) Ксенофонта Говорського і сприяв перенесенню його київського видання «Вісник Південно-Західної та Західної Росії» (рос. Вестник Юго-Западной и Западной России) під новою назвою «Вісник Західної Росії» (рос. Вестник Западной России). Однак, незважаючи навіть на введення обов'язкової передплати для духовенства і чиновників, журнал не мав популярності, і в 1871 році його закрили.
Звертаючись до білоруського дворянства Муравйов говорив:
|  | Забудьте наївні мріяння, що цікавили вас донині, панове, і пам'ятайте, що як ви не станете тут своїми думками й почуттями росіянами, то ви будете тут іноземцями і мусите тоді полишити цей край. Оригінальний текст (рос.) Забудьте наивные мечтания, занимавшие вас доселе, господа, и помните, что если вы не станете здесь по своим мыслям и чувствам русскими, то вы будете здесь иностранцами и должны тогда покинуть этот край. |

Істотними факторами русифікації в «Північно-західному краї» були підвищені (порівняно з метрополією) зарплати і всілякі привілеї для чиновників-вихідців з центральної Росії, а також — статус російського війська, численні гарнізони якого стали розміщувати в білоруських містах і містечках.

### Релігія
Небезпечною перешкодою на шляху русифікації білорусів була греко-католицька церква, яка виділяла їх серед поляків та росіян. Греко-католики становили близько 80 % білоруських християн.

Ще за управління Катерини II у православ'я російського зразка примусово перевели близько півмільйона білорусів. Попутно йшла обробка греко-католицьких ієрархів, частина яких в результаті перейшла на службу царизму. У боротьбі з греко-католицизмом особливо відзначився єпископ українського походження Йосип Семашко. Він ввів російську мову в духовних семінаріях та церковних звітах. Священики отримали наказ справляти богослужіння з Служебників, надісланих з Москви. З греко-католицьких святинь викидали бічні вівтарі, ламали органи. Незгодних судили як церковних і державних злочинців Росії.
| Uniate Church in Miensk.jpg |  | Miensk, Vysoki Rynak, Bazylanski. Менск, Высокі Рынак, Базылянскі (1901-17) (8).jpg |
| Русифікація через архітектуру: греко-католицька церква Святого Духа в Мінську (ліворуч) і після перебудови (праворуч) в стилі московської середньовічної архітектури (1893 р.) |  |                                                                                     |

Білоруські віруючі відповіли на релігійний терор опором. Так, за спробу примусити їх увійти в православ'я селяни-греко-католики з маєтку Єзерище Городоцького повіту постановили втопити полоцького православного єпископа Смарагда і вітебського генерал-губернатора Шредера, які ледве змогли втекти. У грудні 1834 року на дворянських виборах у Вітебську 172 шляхтичі підписали документ протесту проти переслідування греко-католиків. Російський окупаційний уряд відреагував погрозами суду та секвестрації майна. Проте з 680 священиків Полоцької греко-католицької єпархії в 1838 році за приєднання до православ'я підписалися тільки 186 осіб.
12 лютого 1839 року російська державна влада організувала Полоцький церковний собор, який під фіктивною правочинністю почав компанію насильної ліквідації унійної церква. Згідно з його Постановою всі білоруські віруючі-греко-католики підпадали під релігійну дискримінацію, та примусово мали приєднатися до Московського патріархату, «щоби перебувати відтепер у слухняності Святійшому Урядовому Всеросійському Синоду» (рос. дабы пребывать отныне в послушании Святейшего Правительствующего Всероссийского Синода).
Протестуючи проти цієї Постанови, понад мільйон греко-католиків перейшли після Полоцького собору в римо-католицтво, щоби не бути в РПЦ МП. Про знущання з білорусів-греко-католиків писали навіть діячі російської культури — Лев Толстой, Олександр Герцен (який назвав Семашко «Іудою во Христі»). Збереглися численні свідчення фізичного насильства і примусу з боку російської влади:
|                                                                                             | З боку цивільного начальства катуванням завідував окружний Новицький. Цей поліцейський апостол сік людей до тих пір, поки катований погоджувався прийняти причастя від православного попа. Один чотирнадцятирічний хлопчик після двохсот різок відмовився від такого спілкування з Христом. Його знову почали сікти, і тільки тоді, поступаючись страшному болю, він погодився. Православна церква перемогла! Оригінальний текст (рос.) Со стороны гражданского начальства истязанием заведовал окружной Новицкий. Этот полицейский апостол сек людей до тех пор, пока мучимый соглашался принять причастие от православного попа. Один четырнадцатилетний мальчик после двухсот розг отказался от такого общения со Христом. Его снова начали сечь, и только тогда, уступая страшной боли, он согласился. Православная церковь восторжествовала! |
| — Герцен Александр Иванович, «Секущее православие» // газета «Колокол» № 27, 1858 г. (рос.) | |

Тим часом Московському патріархатові державна російська влада доручила головну роль у русифікації і денаціоналізації білорусів. У 1840 р. була заборона виголошувати білоруською мовою церковні проповіді. Єпископи вимагали від священників та їхніх дружин користуватися російською мовою і в приватному житті, щоби дати приклад парафіянам. Відомо, що за участь у придушенні національно-визвольного повстання 1863—1864 років вказаний Семашко надав російські державні медалі 496 духовним особам своєї єпархії.
Знищення греко-католицизму поділило білоруський народ на православних і католиків, що стало однією з головних причин слабкої національної згуртованості білорусів.

### Освіта
В 1832 році російська влада закрила Вільнюський університет і низку середніх навчальних закладів. Проводилась масова ліквідація греко-католицьких і василіянських шкіл, які прихильно ставилися до білоруської мови та культури. Посилився контроль за освітою з боку Московського патріархату. Разом з тим закриття шкіл не завжди здійснювалася зі створенням відповідної кількості російських навчальних закладів, що в підсумку негативно позначалося на загальному освітньому рівні білоруського населення. Царська влада вислала багатьох місцевих учителів, а на їх місце направили вихідців з центральних російських губерній.
З придушенням національно-визвольного повстання 1863—1864 років російська влада закрила і перевела в Петербург єдиний на той час вищий навчальний заклад на етнічних білоруських теренах — Гори-Горецький землеробський інститут. Крім того, були звільнені всі вчителі католицької віри, а на їх місце прислали вихідців з центральних регіонів Росії. На кошти Московському патріархату в білоруських селах відкрилося велика кількість початкових церковно-парафіяльних шкіл, де освіта мала підкреслено релігійно-русифікаторську спрямованість. Для підготовки місцевих вчителів російська влада відкрила ряд учительських семінарій (перша в Російській імперії вчительська семінарія з'явилася в 1864 році в Молодечно). Семінаристам заборонялося розмовляти білоруською мовою, при цьому все білоруське в даних навчальних закладах висміювалися і асоціювалася з неписьменністю.
На початку XX ст. не існувало вже жодної білоруської школи.

### Архітектура

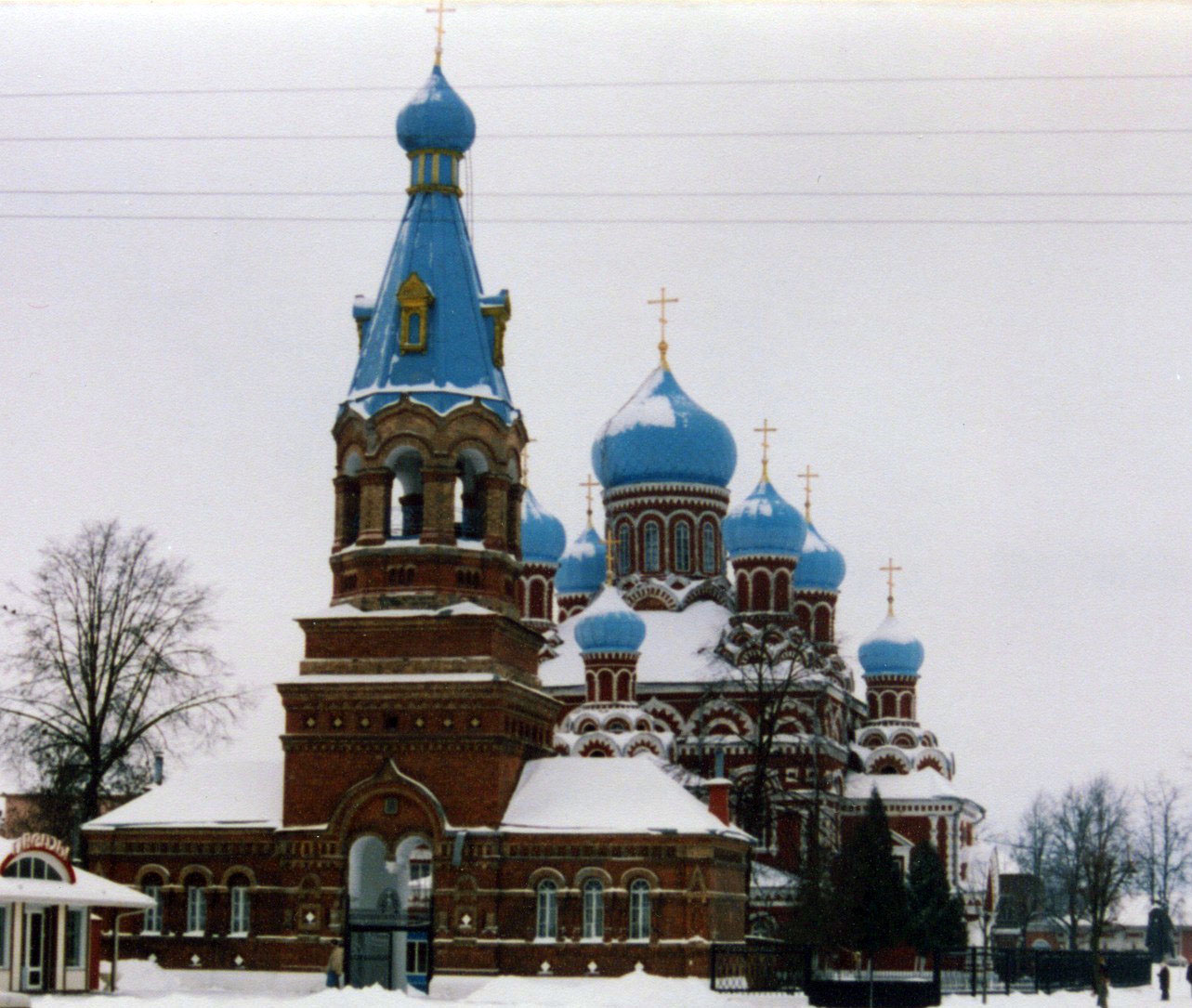
Собор «Воскресіння Господнього» в Борисові (1874) — типова «муравйовка» з рисами московського церковного зодчества XVII століття

У 2-й половині XIX в. У Білорусі помітно розширилася і набуло безпрецедентних масштабів церковне будівництво, ініціатором якого був генерал-губернатор Михаїл Муравйов. Кам'яні храми зводилися за «зразковими» проектами і мали втілити православні російські церковно-традиційні риси архітектури:
|  | Православні храми повинні служити свідченню великої доби відродження російської народності в Північно-Західному краї, що споконвіку російським є, що страждав так довго під гнітом латинсько-польської пропаганди. Оригінальний текст (рос.) Православные храмы должны служить вековыми свидетелями великой эпохи возрождения русской народности в Северо-Западном крае, искони русском, страдавшем так долго под гнетом латинско-польской пропаганды. |

Для проведення робіт пропонувалося залучати будівельні артілі з центральної Росії заради наступних цілей:
|  | Перебування подібних артілей серед православного населення тутешнього Краю неминуче посіє міцне насіння лише російського життя і ознайомить тутешній народ ближче з Росією. Оригінальний текст (рос.) Пребывание подобных артелей среди православного населения здешнего края неминуемо посеет прочные семена чисто русской жизни и ознакомит ближе здешний народ с Россиею. |

Сотні однакових церков, зведених в цей час, отримали назву «муравйовки». Крім того, йшла активна перебудова в стилі московської середньовічної архітектури відібраних у католиків і греко-католиків храмів. Фінансувалася ця справа з коштів, зібраних з учасників повстання у вигляді штрафів і контрибуцій.
Поява «муравйовок» відповідала проголошеній тезі російського царя Миколи I: «самодержавство, православ'я, народність» (рос. самодержавие, православие, народность). Подібні споруди повинні були втілювати безперечне панування царської Росії в Білорусі.
«Муравйовки» помітно контрастують з білоруським зодчеством як антимистецьке й антиісторичне явище. Показовим є той факт, що за часів радянського панування більшовики практично не чіпали цих церков, знищуючи переважно стародавні білоруські святині.

### Історичні анекдоти
Барон Микола Врангель (батько Петра Врангеля), засвідчив у своїх спогадах ряд комічних фактів з русифікації Литви (Білорусі) по пануванні зазначеного Муравйова. Спочатку він перебуваючи у м. Вільно став свідком того, як місцевий єврей в російському народному костюмі з балалайкою видавав себе за російського селянина (виявилося, що через відсутність росіян за наказом російської поліції білоруських жителів зобов'язали у велелюдних місцях по черзі показувати з себе «корінних російських селян»). Інший випадок стосується спільної поїздки Потапова з російськими генерал-губернатором і губернатором Кропоткіним по візиті в м. Гродно, коли їх карета повернула на шосе. Як з'ясувалося, кучер насправді був кухарем і вперше тримав у руках віжки. Управляти каретою йому наказав Кропоткін, який пояснив свої дії тим, що в цілому місті не вдалося знайти православного кучера, а для генерал-губернатора запрошувати кучера-католика він боявся через наслідки від російської влади за такий вчинок.

## У СРСР
Відповідно до радянської комуністичної теорії процес «злиття всіх народів» Радянського Союзу в один радянський народ повинен відбуватися на підставі взаємного схрещування національних елементів всіх підросійських народів, у тому числі їхньої мови. Насправді цей процес проводився тільки на підставі російської національної бази — на базі російської офіційної історії, російської культури, російської мови і російського патріотизму.
Кампанія проти білоруської мови була почалася в СРСР на початку 1930-х років. Політика зросійщення білоруської мови знайшла своє конкретне відображення у виданій в 1931 році книзі під редакцією директора Інституту філософії Білоруської Академії Наук академіка С. Я. Вальфсона «Наука на службі нац.демовської контрреволюції». Практичним завершенням першого етапу кампанії русифікації білоруської мови стала урядова постанову Ради народних комісарів БРСР за 28 серпня 1933 р. «Про зміни та спрощення білоруського правопису», яка стосувалася не лише орфографії, але і фонетичних та морфологічних особливостей білоруської мови.
У 1950 році Сталін писав:
|  | Ми будемо мати справу не з двома мовами ... .. а з сотнями національних мов, з яких в результаті тривалого економічного, політичного та культурного співробітництва націй будуть виділятися спочатку найбільш збагачені єдині зональні мови, а потім зональні мови зіллються в одну загальну міжнародну мову, ... яка ... буде новою мовою, що вбере в себе найкращі елементи національних і зональних мов. Оригінальний текст (рос.) Мы будем иметь дело не с двумя языками... .. а с сотнями национальных языков, из которых в результате длительного экономического, политического и культурного сотрудничества наций будут выделяться сначала наиболее обогащённые единые зональные языки, а потом зональные языки сольются в один общий международный язык, ...который... будет новым языком, вобравшим в себя лучшие элементы национальных и зональных языков. |

Одна з передбачених Сталіним «зональних» мов повинна була постати на базі лише російської мови.
Протягом всієї русифікаційної кампанії, яка розпочалась у 1930-х роках у всіх неросійського мовах Радянського Союзу, відбувався приблизно одночасно і однаковий процес з однаковою реакцією на нього з боку окремих народів. Якщо розглянути слов'янські неросійські мови СРСР — білоруську і українську — то у зв'язку з спорідненістю цих мов русифікаційний процес в кожній з них був ідентичним у всіх деталях. У процесі русифікації неслов'янських мов — тюркських, мов народів Кавказу, мови балтійських народів — існували певні формальні і кількісні відмінності від русифікаційного процесу щодо білоруської мови або української мови, але основні цілі, на які був спрямований цей процес, залишалися однаковими.
Реалізація мовної політики в БРСР проводилася у двох напрямках, які взаємно доповнюють один одного, але послідовно вели до повної нівеляції білоруської мови:
1. Звуження сфери вживання білоруської мови в публічному житті і заміна її російською;
2. Всебічна русифікація допущеної до публічного вживання варіанту білоруської мови, наркомівки.

Найгірша ситуація склалася з виданням книг білоруською мовою. Такі видання трималися на складах, які не пускалися у продаж, а пізніше списувалися як «затоварена неходова продукція, яку ніхто не хоче читати». Разом зі зменшенням тиражів і кількості білоруськомовної друкованої продукції збільшувалася кількість і питома вага російськомовної. У 1946 р. наклад журналів російською мовою в БРСР становив 1 %, у 1955 р. він досяг 31 %. У 1970 р. загальний наклад білоруськомовних книг становив 9 мільйонів примірників, російськомовних — 16 мільйонів.
Книги білоруською мовою в 1950 р., у 1965 р. і в 1970 р. становили 85 %, 31 % і 37 % від загальної кількості книг, друкованих в БРСР. Газети: 85 %, 57 % і 38 %. Незначне збільшення спостерігалося тільки серед журналів: 74 %, 75 % і 81 %.
Найбільш активним процес русифікації був у 1960-1970-х роках. Широка дискусія про методи навчання російської мови в республіках СРСР закінчилася у серпні 1956 р. міжреспубліканською конференцією в Ташкенті, де зазначалося, ніби російська мова стала для усього радянського народу «другою рідною мовою» і засобом збагачення лексики національних мов. Компанія впровадження російської мови в усі сфери життя національних республік, що розгорнулася з того часу, зустріла протест частини національної інтелігенції, яка по XX з'їзді ком.партії почала висловлюватися вільніше. Навіть вище керівництво БРСР висловлювалося із засудженням масштабів агресивної русифікації. У січні 1959 р. на прийомі на честь 40-річчя БРСР, на яке приїхав Микита Хрущов, перший секретар ЦК КП Білорусі Кирило Мазуров виступив з промовою білоруською мовою. Але присутній тоді М. Хрущов обурився через такий виступ не по-російськи. Трохи пізніше він висловився ще більш виразно:
|  | Чим скоріше ми всі будемо говорити російською, тим швидше побудуємо комунізм. Оригінальний текст (рос.) Чем скорее мы все будем говорить по-русски, тем быстрее построим коммунизм. |

Після чого почалося активне витіснення білоруської мови з тих позицій, які вона поки ще займала, а особливо це посилилося з приходом на пост першого секретаря ЦК КПБ Петра Машерова в 1965 році.
26 травня 1983 р. було прийнято Постанову ЦК КПРС і Ради Міністрів СРСР про збільшення на 15 % заробітку вчителів російської мови в білоруськомовних школах. Постанова передбачала з січня 1984 р. збільшення на 15 % грошової ставки вчителів підготовчих і в других-третіх класах, які знали російську мову, і викладачів російської мови і російської літератури в 4—11 класах загальноосвітніх шкіл усіх типів.

### Перейменування поселень
Відбувалася зміна назв низки білоруських міст. Через незнання передачі літери «ё» в латиниці поєднанням «іo» Міори і Ліозно (Вітебська область) видозмінили на Мійори і Лійозно (біл. Міёры, Ліёзна). А Прапошаск перейменували в Пропойск.
У радянський час змінили назви таких міст: у 1923 р. — Ігумен на Червень, у 1932 р. — Койданов на Дзержинськ, у 1954 р. — Рудобєлка на Октябрський, у 1961 р. — Шатілкі на Свєтлогорськ, у 1962 р. — Дриса на Верхньодвінськ тощо. Найбільш широкі перейменування відбувалися в 1938—1939 роках, коли змінили назви 67 поселень, і — в 1964 році, коли перейменували більше як 300 населених пунктів.

## Республіка Білорусь

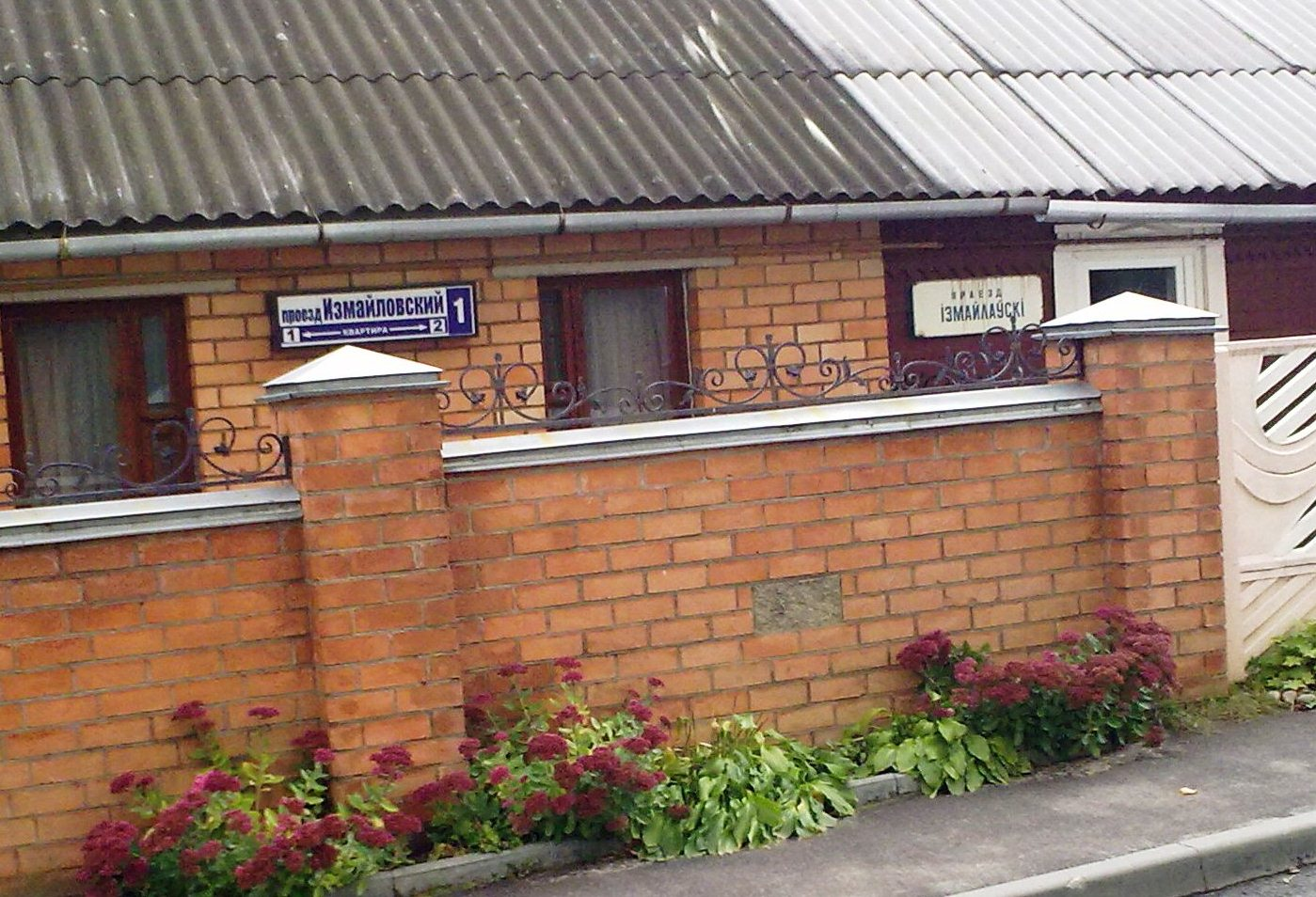
м. Мінськ, 2011 р.: Заміна вуличних вказівників з написами білоруською на російськомовні

### Бізнес
Використання білоруської мови в торгівлі було обмежено Технічним регламентом Митного союзу № 022-2011, згідно з яким (п. 1 ст. 4.1) усі товари повинні обов'язково маркуватися російською мовою.
У грудні 2020 року компанія «Synesis» була включена до Чорного списку ЄС зокрема за заборону своїм співробітникам спілкуватися білоруською.

### Пропаганда
Державна пропаганда передусім спрямована на дітей: через два роки після придушення протестів 2010 вийшов дитячий серіал «Смугасте щастя», дія якого розгортається в Росії, але зйомки проходили у Мінську і всіх персонажів (і головних, і другорядних) зіграли білоруси .

### Книговидання
Станом на 2014 р. у країні білоруською мовою видавалося тільки 10-11 % книг, про що 3 лютого 2015 р. заявила міністр інформації Лілія Ананіч. Всього в 2014 р. вийшло 11613 найменувань книг загальним тиражем 31,2 мільйони примірників, за приблизними підрахунками з них тільки 3,4 мільйони книг вийшли білоруською мовою. Міністр зазначила, що ці цифри відображають реальний мовний стан книговидання в країні.

### Дошкільні заклади
У дитячих садках білоруською в 2014 р. навчалося 11 % дошкільнят (45000 осіб), а в 2013 р. їх було 11,4 %. У Мінську в білоруськомовні групи записані менш ніж 3 тисяч дітей, що становить всього 3,2 % від загальної кількості.
|                      | 2010                 | 2010   | 2014                 | 2014    |
|                      | кількість, тис. осіб | частка | кількість, тис. осіб | частка  |
| всього учнів         | 384                  |        | 410,6                |         |
| білоруською, з них:  | 49,2                 | 12,8 % | 43,1                 | ▼10,5 % |
| Мінськ               | 3,1                  | 3,8 %  | 2,9                  | ▼3,2 %  |
| Берестейська область | 9,8                  | 16,8 % | 9,1                  | ▼14,7 % |
| Вітебська область    | 4,7                  | 10 %   | 3,8                  | ▼7,8 %  |
| Гомельська область   | 5,6                  | 9,7 %  | 4,8                  | ▼7,9 %  |
| Гродненська область  | 8,8                  | 19 %   | 8,3                  | ▼18,2 % |
| Мінська область      | 13                   | 24,2 % | 10,4                 | ▼18,2 % |
| Могильовська область | 4,3                  | 10,4 % | 3,6                  | ▼8,2 %  |

### Середня освіта
У середніх загальноосвітніх школах відносно високий показник (14,5 %) тримається за рахунок сільських шкіл, так серед 135000 білоруськомовних школярів тільки 14500 вчаться в містах. Але і ця цифра стрімко зменшується, так за період від 2004 р. до 2014 р. частка білоруськомовних учнів скоротилося з 24,8 % до 15 % (142 тисяч осіб). У 2013 р. їх нараховувалося 16,4 %. Найнижчий показник у Мінську, де в 2013—2014 навчальному році в 148 класах з білоруською мовою навчалося всього 1,6 % від загального числа мінських школяриків, що в 1,5 рази менше, ніж було за п'ять років до того. Тільки за період від 2011 р. до 2014 р. в окремих районах Білорусі в дошкільних установах, школах і гімназіях взагалі зникли білоруськомовні класи та групи.
|                      | 2010                 | 2010   | 2014                 | 2014    |
|                      | кількість, тис. осіб | частка | кількість, тис. осіб | частка  |
| всього учнів         | 940,4                |        | 931,3                |         |
| білоруською          | 178,4                | 19 %   | 135,1                | ▼14,5 % |
| Мінськ               |                      | 2,3 %  | 3,9                  | ▬ 2,3 % |
| Берестейська область |                      | 24,5 % | 32,4                 | ▼20,6 % |
| Вітебська область    |                      | 18,6 % | 13,1                 | ▼12,1 % |
| Гомельська область   |                      | 18 %   | 18,7                 | ▼12,8 % |
| Гродненська область  |                      | 21,8 % | 18,1                 | ▼16,9 % |
| Мінська область      |                      | 31,9 % | 35,7                 | ▼25,7 % |
| Могильовська область |                      | 16,9 % | 13,5                 | ▼12,7 % |

### Середня спеціальна освіта
Кількість учнів у білоруськомовних коледжах в період від 2010 р. до 2014 р. скоротилася вдесятеро і складає лише 300 осіб. Ще 21800 (16,9 %) осіб навчаються російською і білоруською одночасно, що на практиці означає зменшення викладання дисциплін білоруською мовою.
|              | 2010            | 2010   | 2014            | 2014   |
|              | кількість, осіб | частка | кількість, осіб | частка |
| всього учнів | 167 600         |        | 129 000         |        |
| білоруською  | 3 200           | 1,9 %  | 300             | ▼0,2 % |

### Вища освіта
У Республіці Білорусь не існує жодної вищого навчального закладу, де б викладання велося білоруською мовою. Вищу освіту білоруською в 2014 р. отримував лише 1 з 670 студентів, загалом це становить близько 600 осіб, у той час як ще в 2013 р. ця цифра була близько 700 осіб. За іншими даними, білоруською мовою станом на 2014 р. навчається лише 300 осіб, що означає скорочення в 6 разів тільки за одну п'ятирічку.
|             | 2010            | 2010   | 2014            | 2014   |
|             | кількість, осіб | частка | кількість, осіб | частка |
| усього      | 442 900         |        | 362 900         |        |
| білоруською | 1 700           | 0,4 %  | 300             | ▼0,1 % |